# Jaime de Veyra

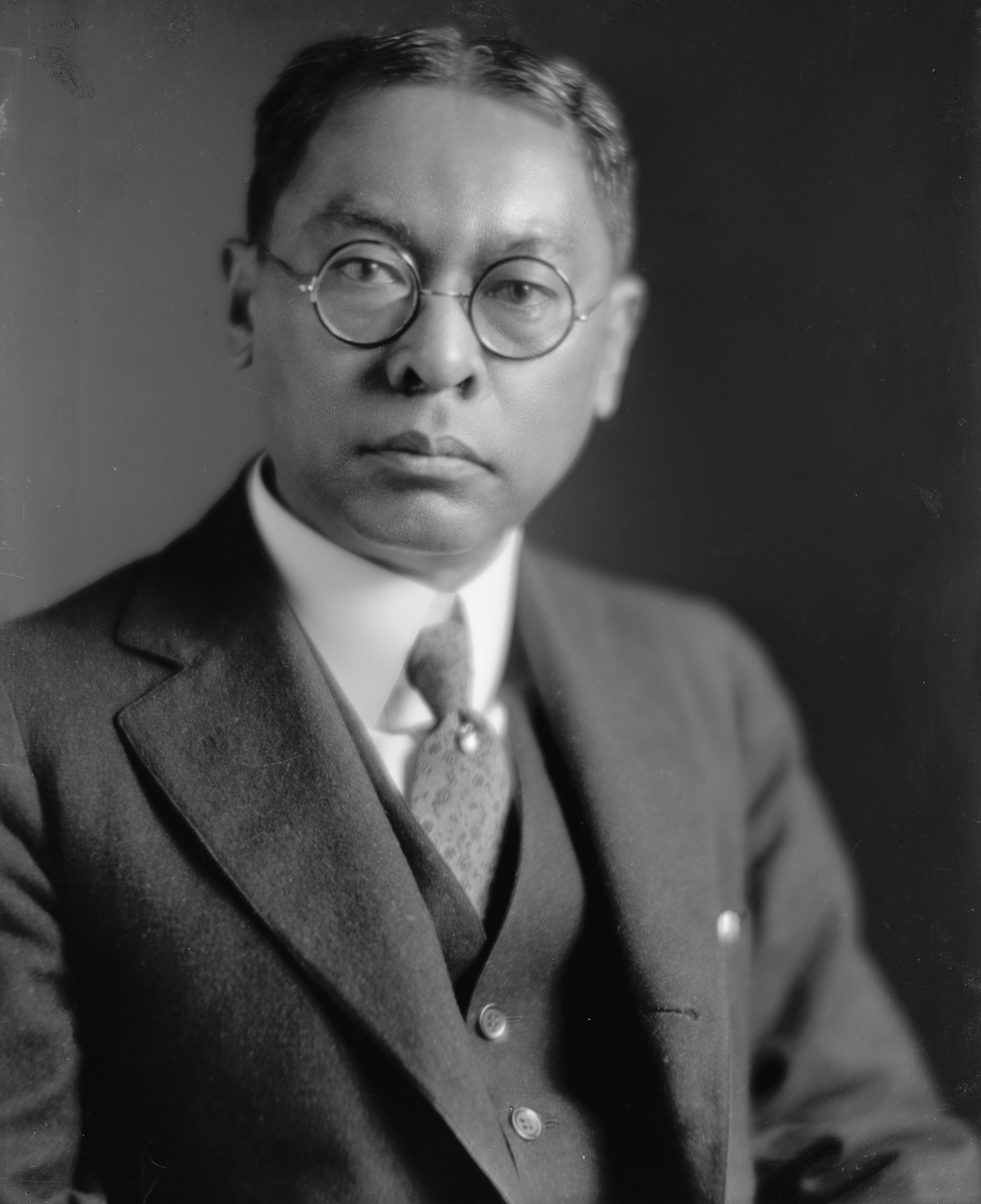
Jaime de Veyra

Jaime C. de Veyra (Tanauan, 4 november 1873 - Manilla, 7 maart 1963) was een Filipijns journalist, schrijver, politicus en bestuurder.

## Biografie
Jaime de Veyra werd geboren op 4 november 1873 in Tanauan in de Filipijnse provincie Leyte. Zijn ouders waren Ildefonsa Diaz en Felix de Veyra. Zijn vader was docent literatuur en geschiedenis en kantoorklerk van een rechtbank in Tacloban. Van hem leerde hij al op jonge leeftijd de Spaanse taal. Op 15-jarige leeftijd vertrok hij naar de Filipijnse hoofdstad Manilla, waar hij begon aan een opleiding aan het Colegio de San Juan de Letran. In 1892 behaalde hij er zijn Bachelor of Arts-diploma. In 1894 begon hij met rechten en filosofie en literatuur aan University of Santo Tomas. Beide opleidingen voltooide hij in 1897.
In 1898, na de uitbraak van de Spaans-Amerikaanse Oorlog, keerde hij terug naar zijn geboorteprovincie Leyte, waar hij zich aansloot bij de troepen van generaal Vicente Lukban. Na de benoeming van Ambrosio Mojica tot gouverneur van Leyte in februari 1899 was hij 5 tot 6 maanden lang actief als diens secretaris. Vanaf 1900 was De Veyra een van de stafleden van de nationalistische krant El Nuevo Dia van Sergio Osmena en Rafael Palma. Ook was hij redacteur van El Nueva Era en Tingog sa Lungsud. In 1901 werd hij bovendien gekozen tot raadslid van Cebu. In 1904 werd De Veyra benoemd tot directeur van het Liceo de Maasin. vanaf 1905 werkte hij weer in Manilla. Hij was werkzaam voor de faculteit Kunst en Letteren van de Liceo de Manila en doceerde hij Spaans aan het Instituto de Mujeres en Centro Escolar de Señoritas. Vanaf januari 1905 was hij staflid van nationalistische krant El Renacimiento van Rafael Palma en schreef hij in die krant over de politiek in de Filipijnen.
In 1906 besloot De Veyra in de landelijk politiek te gaan. In maart van dat jaar werd hij gekozen tot gouverneur van de provincie Leyte. In zijn termijn als gouverneur was hij onder meer verantwoordelijk voor de onderdrukking van de Pulahan beweging in Leyte. Nadat hij in juli 1907 ontslag genomen had werd hij kort daarop namens het 4e kiesdistrict van Leyte voor drie jaar gekozen in het Filipijns Huis van Afgevaardigden. Hij versloeg bij deze verkiezingen tegenkandidaat Ruperto Kapunan. Eind 1909 werd De Veyra herkozen. Na afloop van zijn tweede termijn als afgevaardigde in 1913 werd De Veyra door gouverneur-generaal van de Filipijnen Woodrow Wilson benoemd tot lid van de Philippine Commission. Samen met hem werden nog vier Filipino's benoemd tot lid van dit orgaan, dat in die periode diende als het kabinet van de Amerikaanse koloniale overheid. Aansluitend was hij van 1916 tot 1917 Executive Secretary van het Executive Bureau.
In 1917 werd De Veyra door het Filipijns Huis van Afgevaardigden gekozen tot een van de twee Filipijnse Resident Commissioners. Deze afgevaardigden vertegenwoordigden de Filipijnen in het Amerikaanse Huis van Afgevaardigden, en mochten daar toespraken houden en meedebatteren, maar hadden in tegenstelling tot de overige afgevaardigden, geen stemrecht. In 1920 werd hij herkozen voor een nieuwe termijn tot maart 1923.
Van 1936 tot 1944 was De Veyra directeur van het nieuwe instituut voor Nationaal Taal. Na de Tweede Wereldoorlog was hij historisch onderzoeker en archivaris voor de National Library of the Philippines en Malacañang Palace. Hij stond bekend als wandelende encyclopedie over de Filipijnse geschiedenis en was een van de eerste zogenaamde Rizalisten. De Veyra was ook actief als schrijver. Bekende werken van zijn hand zijn La Hispanidad en Filipinas, een boek over de Spaanse literatuur in de Filipijnen en Tandayan o Kandaya, een collectie van 89 essays. Samen met Mariano Ponce bracht hij Efemerides Filipinas uit, een collectie wetenschappelijke essays over de Filipijnse geschiedenis.
De Veyra overleed in 1963 op 89-jarige leeftijd en werd begraven op La Loma Cemetary. De Veyra was getrouwd met Sofia Reyes, een prominente feministe en voorvechtster van vrouwenstemrecht. Met haar kreeg hij vier kinderen: Jesus, Manuel, Lourdes en Rosario.